# Pseudodellamora championi
Pseudodellamora championi es una especie de coleóptero de la familia Mordellidae.

## Distribución geográfica
Habita en la península ibérica (España) y el Magreb.